# Ion Bărbuță
Ion Bărbuță (n. 23 iulie 1960, satul Geamăna, raionul Anenii-Noi) este un lingvist din Republica Moldova. În prezent activează în calitate de cercetător științific coordonator în cadrul Centrului de Lingvistică al Institutului de Filologie al Academiei de Științe a Moldovei.

## Studii
Facultatea de Filologie a Universității Pedagogice de Stat „Ion Creangă” din Chișinău.    
Studii de doctorat la Institutul de Lingvistică al AȘM.   
Doctor în filologie (1999),  specialitatea limba română, cu teza Semnificație lexicală ~ semnificație gramaticală: posibilități de combinare și restricții (mecanismul de constituire a formelor gramaticale în limba română).  

## Activitate și funcții deținute
A publicat manuale, dicționare, studii și cercetări din domeniul gramaticii limbii române, semanticii, pragmaticii și lucrări de predare a limbii române vorbitorilor de limbă rusă.
Colaborare la proiectul Limba – mijloc de integrare socială Arhivat în 31 mai 2016, la Wayback Machine. (PNUD), 2002-2004.  
Membru în colegiul redacțional al publicației Revistă de lingvistică și știință literară. Redactor-șef adjunct al revistei Buletinul Institutului de Lingvistică.
Conferențiar cercetător (2002).
Director al Institutului de Lingvistică al A. Ș. M. (2000-2007).
Decorat cu Medalia „60 de ani A. Ș. M.”. Titlu onorific "Om Emerit" (31 august 2010).

## Publicații
- Грамматика румынского языка. Краткий справочник, Chișinău, Litera, 1998;
- Dicționar român-rus de construcții verbale (cu un ghid de conjugare a verbelor), Chișinău, 1999 (în colaborare);
- Gramatica uzuală a limbii române Arhivat în 29 ianuarie 2023, la Wayback Machine., Chișinău, Litera, 2000; Ediția a II-a, 2003 (în colaborare);
- Краткая грамматика румынского языка, Chișinău, 2001;
- Punctuația în limba română, Chișinău, 2001;
- Semnificația lexicală și categoriile gramaticale ale cuvintelor în limba română Chișinău, 2002;
- Predarea și învățarea limbii prin comunicare. Ghidul profesorul. Chișinău, 2003 (în colaborare);
- Limba care ne unește. Manual nivelul I, nivelul II, nivelul III, Chișinău, 2003, 2004 (în colaborare);
- Limba română. Gramatică, ortografie, punctuație. Chișinău, 2004;
- Gramatica practică a limbii române, Chișinău, 2006 (în colaborare);
- Mic dicționar de termeni lingvistici. Chișinău, 2008 (în colaborare);
- Limba română prin exerciții. Chișinău, 2009;
- Punctuația în limba română: norme și exerciții. Chișinău, 2009;
- Structura pragmasemantică a enunțului din limba română. Chișinău, 2012;
- Vocabularul fundamental al limbii române. Dicționar de contexte minime. Chișinău, 2013 (în colaborare);
- Morfologia limbii române. Chișinău, 2015 (în colaborare);
- Sintaxa limbii române. Chișinău, 2016 (în colaborare);
- Ortografie și punctuație pentru copii și părinți. Norme și exerciții. Chișinău, Logodava, 2019. (în colaborare);
- Gramatica limbii române. Chișinău: Pro Libra, 2019. (în colaborare);
- Dicționar de structuri sintactice. Chișinău: CEP USM, 2021. (în colaborare);
- Enunțul între gramatică și discurs. Chișinău: Epigraf, 2023. (în colaborare).